# Claus Thull-Emden

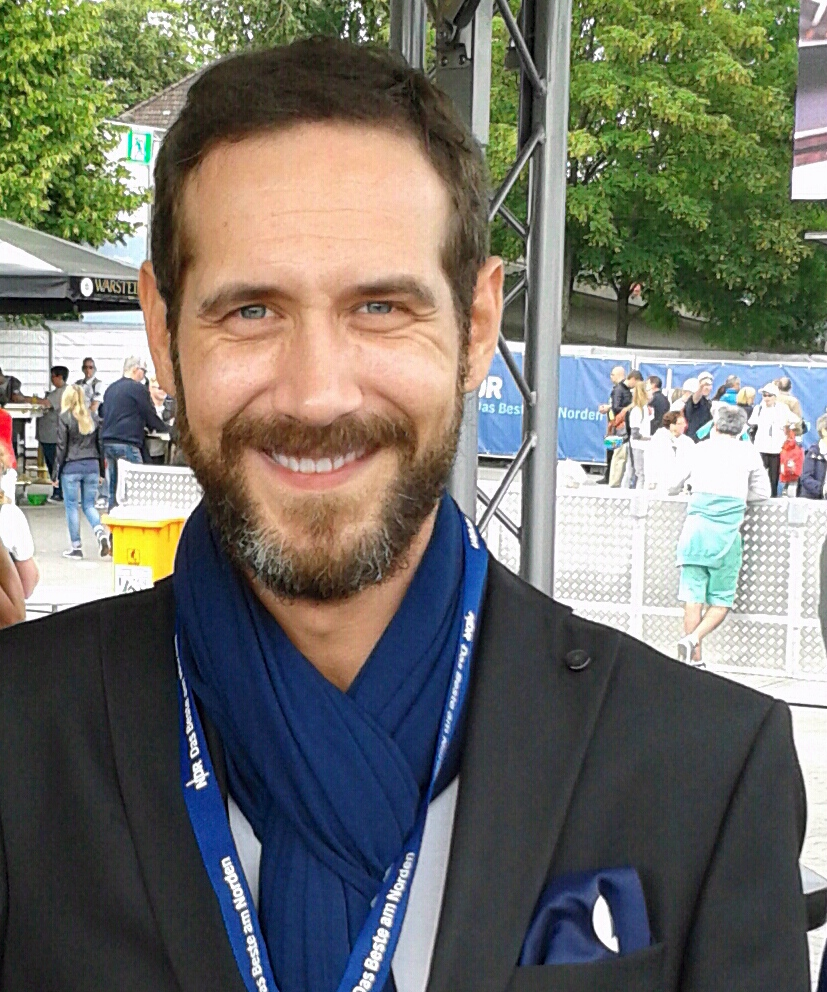
Claus Thull-Emden, 2015

Claus Thull-Emden (* 13. Februar 1979 in Euskirchen) ist ein deutscher Theater- und Fernsehschauspieler sowie Sprecher. Er studierte von 1998 bis 2001 am Schauspielstudio Gmelin in München.
Claus Thull-Emden, der in Düsseldorf lebt, spielt vorwiegend an Boulevardbühnen, wie dem Theater am Dom, Köln, Theater an der Kö, Düsseldorf und der kleinen Komödie am Max II in München, meist unter der Regie des Boulevardiers René Heinersdorff. Des Weiteren konnte man ihn auch in diversen Fernsehserien sehen. Von 2007 bis 2014 spielte er als jüngster Fernsehbutler Deutschlands in der ARD-Serie Verbotene Liebe die Rolle des Justus Stiehl.

## Filmografie (Auswahl)
- 2001: SOKO 5113
- 2007–2014: Verbotene Liebe
- 2015: In aller Freundschaft

## Theater
- 2001: Die Räuber, Theaterfestspiele Weilheim/München
- 2002: Die Weise von Liebe und Tod des Cornets Christoph Rilke, (Rezitation), München
- 2002: Willkommen im Club, Konzertdirektion Landgraf
- 2003: Der Milchritter, Theater an der Kö, Düsseldorf
- 2003: Willkommen im Club, Kleine Komödie am Max II, München
- 2004: Willkommen im Club, Theater am Dom, Köln
- 2005: Wenn es Herbst wird, Theater am Dom, Köln
- 2006: Drum prüfe ewig wer sich bindet, Comödie Duisburg
- 2007: Geliebter Feigling, Theater am Dom, Köln
- 2007: Die Nummer des Jahres, Theater an der Kö, Düsseldorf
- 2008: Frühling im September, Theater an der Kö, Düsseldorf
- 2008: Gigi, Theater an der Kö, Düsseldorf
- 2013: Omma Superstar, Contra-Kreis-Theater, Bonn
- 2014: Omma Superstar, Theater am Dom, Köln
- 2014: Jedermann, Theater in der Orangerie, Köln
- 2015: Mutti, Theater an der Kö, Düsseldorf
- 2016: Meine Braut, sein Vater und ich, Theater an der Kö, Düsseldorf
- 2017: Hundert Quadratmeter, Theatergastspiele Kempf
- 2017: The King’s Speech, Theater an der Kö, Düsseldorf
- 2018: Der grüne Affe, Komödie Düsseldorf
- 2018: Weihnachten auf dem Balkon, Theater am Dom, Köln
- 2019: Opa wird verkauft, Komödie Düsseldorf
- 2020: Die Katze Last das Mäusen nicht, Komödie Düsseldorf
- 2021: Der Kredit, Kleines Theater Bad Godesberg
- 2021: Schon wieder Sonntag, Kleines Theater Bad Godesberg